# Pitty Scheer
Pitty Scheer (7 de dezembro de 1925 — 17 de março de 1997) foi um ciclista luxemburguês.
Competiu na prova individual e por equipes do ciclismo de estrada nos Jogos Olímpicos de 1948, disputadas na cidade de Londres, Grã-Bretanha. Ele não conseguiu terminar em ambas as corridas.